# Cương lĩnh chính trị của Đảng Cộng sản Việt Nam
Cương lĩnh chính trị của Đảng Cộng sản Việt Nam là văn bản trình bày tóm tắt mục tiêu, đường lối, nhiệm vụ và phương pháp của Đảng Cộng sản Việt Nam. Cương lĩnh chính trị được coi là văn bản có giá trị cao nhất trong hệ thống các văn bản của Đảng Cộng sản Việt Nam (trên cả Điều lệ Đảng). Cho đến nay, Đảng Cộng sản Việt Nam có 5 cương lĩnh.

## Cương lĩnh chính trị đầu tiên của Đảng Cộng sản Việt Nam (2-1930)
Cương lĩnh chính trị đầu tiên của Đảng được đề ra tại Hội nghị hợp nhất các tổ chức cộng sản trong nước có ý nghĩa như Đại hội để thành lập Đảng Cộng sản Việt Nam. Hội nghị do đồng chí Nguyễn Ái Quốc, đại biểu Quốc tế Cộng sản triệu tập và chủ trì, cùng với sự tham dự chính thức của hai đại biểu Đông Dương Cộng sản Đảng (6-1929); hai đại biểu của An Nam Cộng sản Đảng (8-1929) và một số đồng chí Việt Nam hoạt động ngoài nước. Hội nghị họp bí mật ở nhiều địa điểm khác nhau trên bán đảo Cửu Long (Hương Cảng), từ ngày 6-1 đến ngày 7 tháng 2 năm 1930, đã thảo luận quyết định thành lập Đảng Cộng sản Việt Nam và nhất trí thông qua 7 tài liệu, văn kiện, trong đó có 4 văn bản: Chính cương vắn tắt của Đảng, Sách lược vắn tắt của Đảng, Chương trình tóm tắt của Đảng và Điều lệ vắn tắt của Đảng Cộng sản Việt Nam hợp thành nội dung Cương lĩnh chính trị của Đảng. Tất cả các tài liệu, văn kiện nói trên đều do Nguyễn Ái Quốc khởi thảo dựa trên cơ sở vận dụng chủ nghĩa Mác - Lênin, đường lối Đại hội VI (1928) của Quốc tế Cộng sản; nghiên cứu các Cương lĩnh chính trị của những tổ chức cộng sản trong nước, tình hình cách mạng thế giới và Đông Dương. Dù là vắn tắt, tóm tắt, song nội dung các tài liệu, văn kiện chủ yếu của Hội nghị được sắp xếp theo một lôgic hợp lý của một Cương lĩnh chính trị của Đảng.
Trong Chính cương của Đảng đã nêu "chủ trương làm tư sản dân quyền cách mạng và thổ địa cách mạng để đi tới xã hội cộng sản" (1). Đó là mục đích lâu dài, cuối cùng của Đảng và cách mạng Việt Nam. Mục tiêu trước mắt về xã hội làm cho nhân dân được tự do hội họp, nam nữ bình quyền, phổ thông giáo dục cho dân chúng; về chính trị đánh đổ đế quốc chủ nghĩa Pháp và bọn phong kiến làm cho nước Việt Nam hoàn toàn độc lập, lập chính phủ, quân đội của nhân dân (công, nông, binh); về kinh tế là xóa bỏ các thứ quốc trái, bỏ sưu thuế cho dân cày nghèo, thu hết sản nghiệp lớn của đế quốc giao cho chính phủ nhân dân quản lý, thu hết ruộng đất chiếm đoạt của đế quốc làm của công chia cho dân cày nghèo, phát triển công, nông nghiệp và thực hiện lao động 8 giờ. Những mục tiêu đó phù hợp với lợi ích cơ bản của dân tộc, nguyện vọng tha thiết của nhân dân ta.
Sách lược của Đảng nêu rõ Đảng là đội tiên phong của giai cấp công nhân, thu phục giai cấp, lãnh đạo dân chúng nông dân; liên lạc với tiểu tư sản, trí thức, trung nông; tranh thủ, phân hóa trung tiểu địa chủ và tư sản dân tộc, đoàn kết với các dân tộc bị áp bức và giai cấp vô sản thế giới để hình thành mặt trận thống nhất đánh đuổi đế quốc, đánh đuổi bọn đại địa chủ và phong kiến, thực hiện khẩu hiệu nước Việt Nam độc lập, người cày có ruộng.
Chương trình tóm tắt của Đảng và Điều lệ vắn tắt của Đảng nêu chính xác tên Đảng, tôn chỉ của Đảng, hệ thống tổ chức của Đảng từ chi bộ, huyện bộ, thị bộ hay khu bộ; tỉnh bộ, thành bộ hay đặc biệt bộ và Trung ương.
Toàn bộ Cương lĩnh đầu tiên của Đảng toát lên tư tưởng lớn là cách mạng dân tộc dân chủ Việt Nam tất yếu đi tới cách mạng xã hội chủ nghĩa, độc lập dân tộc gắn liền với chủ nghĩa xã hội; sự nghiệp đó là của nhân dân dưới sự lãnh đạo của Đảng Cộng sản Việt Nam - Đảng Mác - Lênin.

## Luận cương chính trị của Đảng Cộng sản Đông Dương (10-1930)
Tháng 10-1930, sau 8 tháng Đảng ra đời, Hội nghị lần thứ nhất Ban Chấp hành Trung ương lâm thời có ý nghĩa như một Đại hội cũng tổ chức tại Hương Cảng do điều kiện trong nước bị đế quốc đàn áp khủng bố gắt gao phong trào cách mạng. Hội nghị họp từ ngày 14-10 đến ngày 31 tháng 10 năm 1930 thảo luận và thông qua bản Luận cương chánh trị, án nghị quyết của Trung ương toàn thể Đại hội nói về tình hình hiện tại ở Đông Dương và nhiệm vụ cần kíp của Đảng, Điều lệ Đảng, hợp thành nội dung Cương lĩnh thứ hai của Đảng. Hội nghị thông qua 17 văn bản là Nghị quyết, Điều lệ của các tổ chức đoàn thể cách mạng ở nước ta, công tác vận động công nhân, nông dân, thanh niên, phụ nữ, binh lính, lập Hội đồng minh phản đế Đông Dương và bản Thông cáo cho các Xứ ủy bổ sung nội dung của Cương lĩnh. Hội nghị Trung ương quyết định đổi tên Đảng Cộng sản Việt Nam thành Đảng Cộng sản Đông Dương, bầu đồng chí Trần Phú làm Tổng Bí thư, nên Cương lĩnh thứ hai mà bản Luận cương chính trị là văn kiện quan trọng, mang tên là Cương lĩnh của Đảng Cộng sản Đông Dương.
Luận cương chính trị do đồng chí Trần Phú (1904 - 1931) dự thảo từ mùa hè đến mùa thu 1930, sau khi được Quốc tế Cộng sản và lãnh tụ Nguyễn Ái Quốc phái về nước, cử bổ sung vào Ban Chấp hành Trung ương lâm thời, trên cơ sở nghiên cứu lý luận Mác - Lênin, đường lối Đại hội VI (1928) Quốc tế Cộng sản về Đảng Cộng sản và cách mạng dân chủ tư sản kiểu mới; các tài liệu, văn kiện Hội nghị hợp nhất thành lập Đảng (2-1930) và khảo sát các phong trào công nhân, nông dân một số tỉnh, thành phố: Hà Nội, Hải Phòng, Nam Định, Thái Bình, khu mỏ than Hồng Gai - Cẩm Phả...
Từ phân tích tính chất, đặc điểm của xã hội các nước Đông Dương thuộc địa của đế quốc Pháp; những mâu thuẫn kinh tế, giai cấp tạo nên mâu thuẫn cơ bản giữa nhân dân Đông Dương và đế quốc chủ nghĩa Pháp, Luận cương chính trị của Đảng Cộng sản Đông Dương có những điểm cơ bản giống với Chính cương vắn tắt, Sách lược vắn tắt của Đảng Cộng sản Việt Nam. Đó là tính chất cách mạng Đông Dương là cách mạng tư sản dân quyền tiến lên cách mạng xã hội chủ nghĩa, bỏ qua giai đoạn phát triển tư bản chủ nghĩa; là độc lập hoàn toàn cho các dân tộc, tự do dân chủ cho nhân dân Đông Dương, lập chính phủ, quân đội nhân dân, dựa vào sức mạnh của nhân dân, đoàn kết với giai cấp vô sản quốc tế, các dân tộc bị áp bức trên thế giới và sử dụng phương pháp cách mạng bạo lực theo phương thức tổng bãi công, bạo động võ trang khi có thời cơ; Đảng là đội tiên phong của giai cấp công nhân, trung thành và hy sinh hết thảy vì lợi ích dân tộc, lợi ích giai cấp và nhân dân lao động...(2).
Tuy vậy, Luận cương chính trị, Án nghị quyết và Điều lệ Đảng Cộng sản Đông Dương có những điểm khác biệt, nhưng không đối lập về tư tưởng chính trị với Chính cương, Sách lược và Điều lệ của Đảng Cộng sản Việt Nam. Những điểm khác biệt đó là ở chỗ bỏ tên "Việt Nam Cộng sản Đảng", lấy tên "Đông Dương Cộng sản Đảng"; chủ trương làm cách mạng tư sản dân quyền trong toàn cõi Đông Dương; lực lượng cách mạng chỉ trong công nhân, nông dân, binh lính, chưa thấy hết vai trò của lực lượng yêu nước trong tiểu tư sản, tư sản dân tộc; xác định mối quan hệ giữa nhiệm vụ chống đế quốc với nhiệm vụ chống phong kiến, giữa độc lập dân tộc và dân chủ nhân dân tuy biện chứng, sâu sắc nhưng chưa định được xu hướng phát triển nhiệm vụ giải phóng dân tộc có tính quyết định hàng đầu; hệ thống tổ chức của Đảng quy định thêm tổng bộ, xứ bộ, quận bộ, liên khu bộ và Đảng đoàn (3).
Có những nguyên nhân của sự tương đồng và nguyên nhân của sự khác biệt giữa Cương lĩnh đầu tiên và Cương lĩnh thứ hai của Đảng. Nguyên nhân chính là do nhận thức và vận dụng chủ nghĩa Mác - Lênin, đường lối của Quốc tế Cộng sản về lập Đảng Cộng sản, về cách mạng dân chủ tư sản kiểu mới vào điều kiện nước ta; vai trò của lãnh tụ Đảng, lãnh tụ dân tộc và chính sách phản động đàn áp khủng bố của đế quốc, phong kiến.

## Chính cương của Đảng Lao động Việt Nam (2-1951)
Đại hội đại biểu toàn quốc lần thứ II của Đảng Cộng sản Đông Dương họp từ ngày 11 đến ngày 19 tháng 2 năm 1951 tại xã Vinh Quang (nay xã Kim Bình), huyện Chiêm Hóa (Tuyên Quang). Đại hội đưa ra những văn kiện quan trọng: Diễn văn khai mạc Đại hội do đồng chí Tôn Đức Thắng đọc; Báo cáo hoàn thành giải phóng dân tộc, phát triển dân chủ nhân dân, tiến tới chủ nghĩa xã hội, tức là bản Luận cương cách mạng Việt Nam, do đồng chí Trường Chinh trình bày; Chính cương Đảng Lao động Việt Nam; Điều lệ Đảng Lao động Việt Nam; Tuyên ngôn của Đảng Lao động Việt Nam, là những văn kiện chủ yếu về nội dung Cương lĩnh thứ ba của Đảng. Tại Đại hội có 6 báo cáo tham luận về Mặt trận, chính quyền dân chủ nhân dân, xây dựng quân đội, kinh tế tài chính, xây dựng văn nghệ nhân dân và thi đua ái quốc cùng 4 Nghị quyết Đại hội về Báo cáo chính trị, công tác quân sự, công tác mặt trận và dân vận, về tờ báo Nhân dân là cơ quan Trung ương của Đảng, bổ sung cho nội dung Đại hội.
Báo cáo chính trị đã tổng kết khái quát tình hình thế giới trong nửa đầu thế kỷ XX; thắng lợi cách mạng Việt Nam từ khi Đảng ra đời lãnh đạo qua các thời kỳ cho đến giai đoạn tổng phản công của cuộc kháng chiến chống thực dân Pháp đề ra từ năm 1950, đã chứng tỏ đường lối, chính sách của Đảng ta là đúng; thành tích nhiều, khuyết điểm cũng không ít như khuynh hướng hoặc "tả" hoặc "hữu", chủ quan, quan liêu, mệnh lệnh, hẹp hòi và bệnh công thần. Từ đó xác định tình hình mới, nhiệm vụ mới của Đảng, nhiệm vụ chính trước mắt là đưa kháng chiến đến thắng lợi hoàn toàn và tổ chức xây dựng Đảng Lao động Việt Nam, để lãnh đạo toàn dân thực hiện dân chủ mới, xây dựng điều kiện tiến đến chủ nghĩa xã hội" (4).
Luận cương cách mạng Việt Nam là bản Cương lĩnh chính trị mới của Đảng. Phân tích tính chất xã hội Việt Nam trong kháng chiến chống Pháp: dân chủ nhân dân, một phần thuộc địa và phần nửa phong kiến; mâu thuẫn chủ yếu giữa dân tộc Việt Nam với đế quốc xâm lược diễn ra quyết liệt dưới hình thức chiến tranh; đối tượng của cách mạng Việt Nam là thực dân Pháp và can thiệp Mỹ cùng bè lũ Việt gian bù nhìn bán nước; xác định nhiệm vụ cơ bản hiện thời của cách mạng là đánh đuổi bọn đế quốc xâm lược làm cho Việt Nam hoàn toàn độc lập thống nhất, xóa bỏ những di tích phong kiến và nửa phong kiến làm cho người cày có ruộng, phát triển chế độ dân chủ nhân dân; gây cơ sở vật chất - kỹ thuật cho chủ nghĩa xã hội. Điều đó có nghĩa cuộc kháng chiến chống Pháp là cuộc cách mạng dân tộc dân chủ, nhiệm vụ phản đế giải phóng dân tộc là trọng tâm, nhiệm vụ chống phong kiến, giành quyền dân chủ tiến hành đồng thời nhưng phải có kế hoạch tiến hành từng bước, nhiệm vụ giải phóng dân tộc bao gồm cả hai nhiệm vụ phản đế và phản phong; cách mạng dân tộc dân chủ do nhân dân tiến hành dưới sự lãnh đạo của Đảng sẽ tiến triển thành cách mạng xã hội chủ nghĩa. Con đường tiến đến chủ nghĩa xã hội trải qua một thời gian dài gồm 3 giai đoạn, kế tục nhau và quan hệ mật thiết: kháng chiến tiêu diệt đế quốc xâm lược, giải phóng dân tộc, củng cố Nhà nước dân chủ nhân dân; cải cách ruộng đất triệt để, phát triển nông nghiệp, công nghiệp dưới hình thức hợp tác hóa, kỹ nghệ hóa; đẩy mạnh công nghiệp hóa xây dựng cơ sở vật chất - kỹ thuật của chủ nghĩa xã hội.
Luận cương cách mạng Việt Nam là sự bổ sung, hoàn chỉnh đường lối cách mạng dân tộc dân chủ nhân dân của Đảng, soi sáng nhiệm vụ trước mắt và về sau của cách mạng nước ta.
Đại hội lần thứ II quyết định đưa Đảng ra công khai và lấy tên Đảng Lao động Việt Nam. Bổ sung cho Cương lĩnh của Đảng còn có Chính cương, Tuyên ngôn và Điều lệ Đảng xác định mục đích, tôn chỉ, nhiệm vụ lãnh đạo cuộc kháng chiến của nhân dân ta đến thắng lợi và nhiệm vụ xây dựng Đảng. Đảng Lao động Việt Nam là Đảng của giai cấp công nhân và nhân dân lao động, dựa trên nền tảng chủ nghĩa Mác - Lênin và theo nguyên tắc tập trung dân chủ, có hệ thống tổ chức chặt chẽ từ cơ sở đến Trung ương và trong quân đội bao gồm các cấp ủy: Chi ủy, Đảng ủy, quận, huyện ủy, thị ủy, tỉnh ủy, thành ủy, xứ ủy, khu ủy, Trung ương. Trong Đảng đã đặt ra chế độ khen thưởng và kỷ luật nghiêm minh để tất cả đảng viên, tổ chức đảng thi hành.

## Cương lĩnh xây dựng đất nước trong thời kỳ quá độ lên chủ nghĩa xã hội của Đảng Cộng sản Việt Nam (6-1991)
Năm 1991, tại Đại hội VII của Đảng, ĐCSVN thông qua cương lĩnh thứ hai của mình, gọi là Cương lĩnh xây dựng đất nước trong thời kỳ quá độ lên chủ nghĩa xã hội (gọi tắt là Cương lĩnh 1991). Cương lĩnh 1991 đã tổng kết kinh nghiệm thực hiện cương lĩnh năm 1930, từ đó tuyên bố ĐCSVN sẽ:
1. "Nắm vững ngọn cờ độc lập dân tộc và chủ nghĩa xã hội",
2. Xác định "sự nghiệp cách mạng là của nhân dân, vì nhân dân",
3. "Không ngừng củng cố, tăng cường đoàn kết",
4. "Kết hợp sức mạnh dân tộc với sức mạnh thời đại, sức mạnh trong nước với sức mạnh quốc tế",
5. Xác định "sự lãnh đạo đúng đắn của Đảng là nhân tố hàng đầu bảo đảm thắng lợi của cách mạng Việt Nam".

Cương lĩnh 1991 và các văn kiện bổ sung sau này khẳng định sẽ lãnh đạo Việt Nam quá độ lên chủ nghĩa xã hội, bỏ qua chế độ tư bản, xây dựng một xã hội xã hội chủ nghĩa có 8 đặc trưng:
1. "Là một xã hội dân giàu, nước mạnh, công bằng, dân chủ, văn minh",
2. "Do nhân dân làm chủ",
3. "Có một nền kinh tế phát triển cao dựa trên lực lượng sản xuất hiện đại và quan hệ sản xuất phù hợp với trình độ phát triển của lực lượng sản xuất",
4. "Có nền văn hóa tiên tiến, đậm đà bản sắc dân tộc",
5. "Con người được giải phóng khỏi áp bức, bất công, có cuộc sống ấm no, tự do, hạnh phúc, phát triển toàn diện",
6. "Các dân tộc trong cộng đồng Việt Nam bình đẳng, đoàn kết, tương trợ và giúp đỡ lẫn nhau cùng tiến bộ",
7. "Có nhà nước pháp quyền xã hội chủ nghĩa của nhân dân, do nhân dân, vì nhân dân dưới sự lãnh đạo của Đảng Cộng sản",
8. "Có quan hệ hữu nghị và hợp tác với nhân dân tất cả các nước trên thế giới".

Cương lĩnh 1991 và các văn kiện bổ sung sau này đề ra 8 phương hướng cơ bản để xây dựng chủ nghĩa xã hội ở Việt Nam là:
1. "Phát triển nền kinh tế thị trường định hướng xã hội chủ nghĩa",
2. "Đẩy mạnh công nghiệp hóa, hiện đại hóa",
3. "Xây dựng nền văn hóa tiên tiến, đậm đà bản sắc dân tộc làm nền tảng tinh thần của xã hội",
4. "Xây dựng nền dân chủ xã hội chủ nghĩa, thực hiện đại đoàn kết toàn dân tộc",
5. "Xây dựng nhà nước pháp quyền xã hội chủ nghĩa của nhân dân, do nhân dân, vì nhân dân",
6. "Xây dựng Đảng trong sạch, vững mạnh",
7. "Bảo đảm vững chắc quốc phòng và an ninh quốc gia",
8. "Chủ động và tích cực hội nhập kinh tế quốc tế".

## Cương lĩnh xây dựng đất nước trong thời kỳ quá độ lên chủ nghĩa xã hội (bổ sung, phát triển năm 2011)
Cương lĩnh bổ sung năm 2011 có một số đoạn đáng chú ý như sau 
Trong lãnh đạo, Đảng có lúc cũng phạm sai lầm, khuyết điểm, có những sai lầm, khuyết điểm nghiêm trọng do giáo điều, chủ quan, duy ý chí, vi phạm quy luật khách quan. Đảng đã nghiêm túc tự phê bình, sửa chữa khuyết điểm, tự đổi mới, chỉnh đốn để tiếp tục đưa sự nghiệp cách mạng tiến lên.
Hiện tại, chủ nghĩa tư bản còn tiềm năng phát triển, nhưng về bản chất vẫn là một chế độ áp bức, bóc lột và bất công. Những mâu thuẫn cơ bản vốn có của chủ nghĩa tư bản, nhất là mâu thuẫn giữa tính chất xã hội hoá ngày càng cao của lực lượng sản xuất với chế độ chiếm hữu tư nhân tư bản chủ nghĩa, chẳng những không giải quyết được mà ngày càng trở nên sâu sắc. Khủng hoảng kinh tế, chính trị, xã hội vẫn tiếp tục xảy ra. Chính sự vận động của những mâu thuẫn nội tại đó và cuộc đấu tranh của nhân dân lao động sẽ quyết định vận mệnh của chủ nghĩa tư bản.

Để đảm đương được vai trò lãnh đạo, Đảng phải vững mạnh về chính trị, tư tưởng và tổ chức; thường xuyên tự đổi mới, tự chỉnh đốn, ra sức nâng cao trình độ trí tuệ, bản lĩnh chính trị, phẩm chất đạo đức và năng lực lãnh đạo. Giữ vững truyền thống đoàn kết thống nhất trong Đảng, tăng cường dân chủ và kỷ luật trong hoạt động của Đảng. Thường xuyên tự phê bình và phê bình, đấu tranh chống chủ nghĩa cá nhân, chủ nghĩa cơ hội, tệ quan liêu, tham nhũng, lãng phí và mọi hành động chia rẽ, bè phái. Đảng chăm lo xây dựng đội ngũ cán bộ, đảng viên trong sạch, có phẩm chất, năng lực, có sức chiến đấu cao theo tấm gương đạo đức Hồ Chí Minh; quan tâm bồi dưỡng, đào tạo lớp người kế tục sự nghiệp cách mạng của Đảng và dân tộc.